# Постолова
Постоло́ва — річка в Україні, у межах Козятинського та Калинівського районів Вінницької області. Ліва притока Південний Бугу (басейн Чорного моря). 

## Опис
Довжина річки 38 км, площа басейну 455 км². Долина переважно трапецієподібна. Заплава заболочена, особливо у пониззі; ширина заплави 50—150 м. Річище завширшки 5—8 м, завглибшки 0,5—1 м (під час межені). Похил річки 1,5 м/км. Споруджено декілька ставків та невеликих водосховищ. 
Найбільші притоки: Гнилоп'ята, струмок Постолова (праві), Яр Уласова Руда (ліва).

## Розташування
Постолова бере початок у межах Придніпровської височини, на південному сході від Хліборобного.  Спочатку тече на південний схід, а потім на південний захід через село Немиринці . Впадає до Південного Бугу на південний схід від села Іванова.

## Населені пункти
С. Нападівка, с. Радівка, с. Корделівка,  с. Бережани, с. Писарівка, с. Хомутинці, с. Грушківці, с. Байківка, с. Іванів.

## Галерея

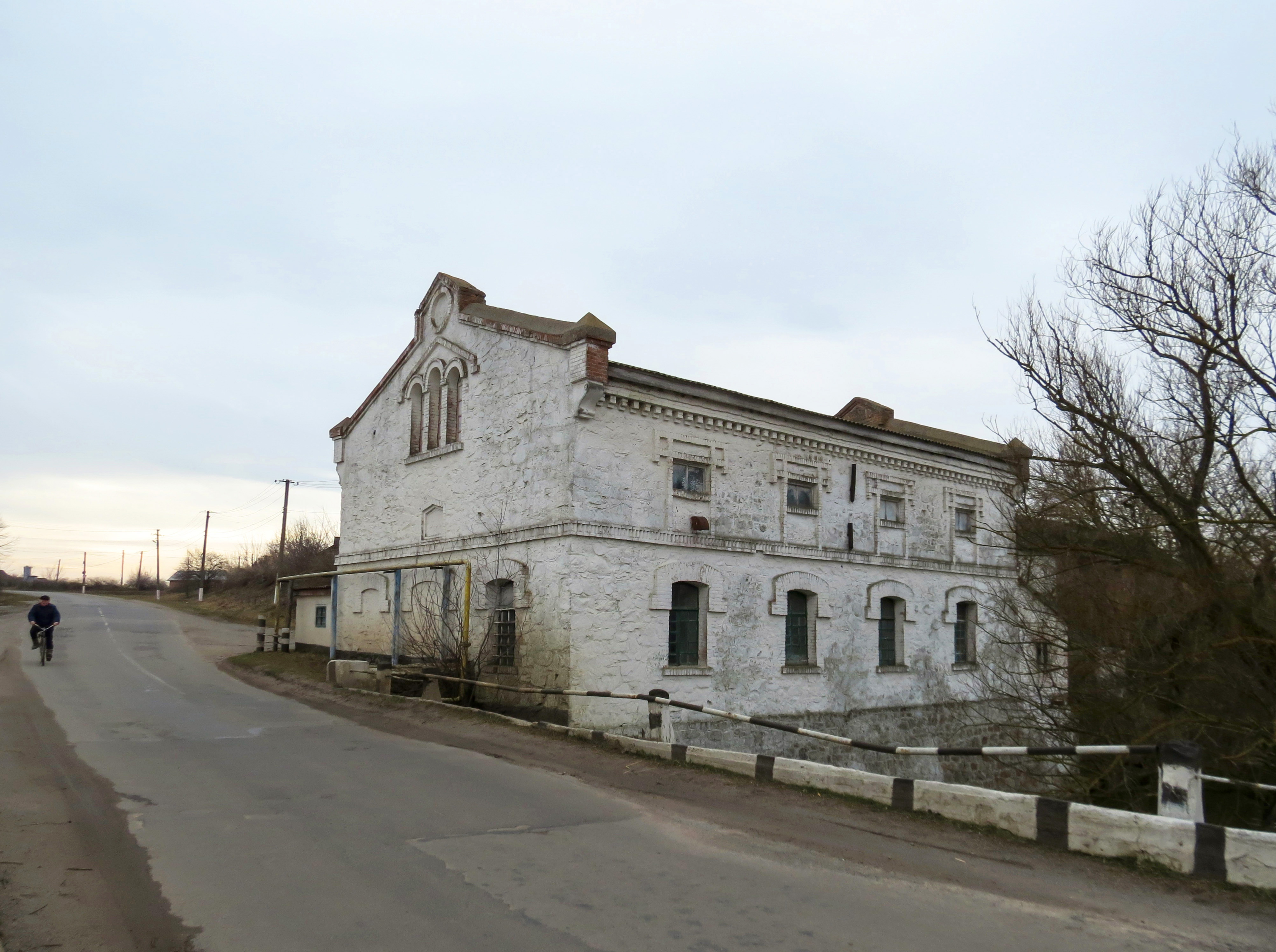
Млин у Бережанах
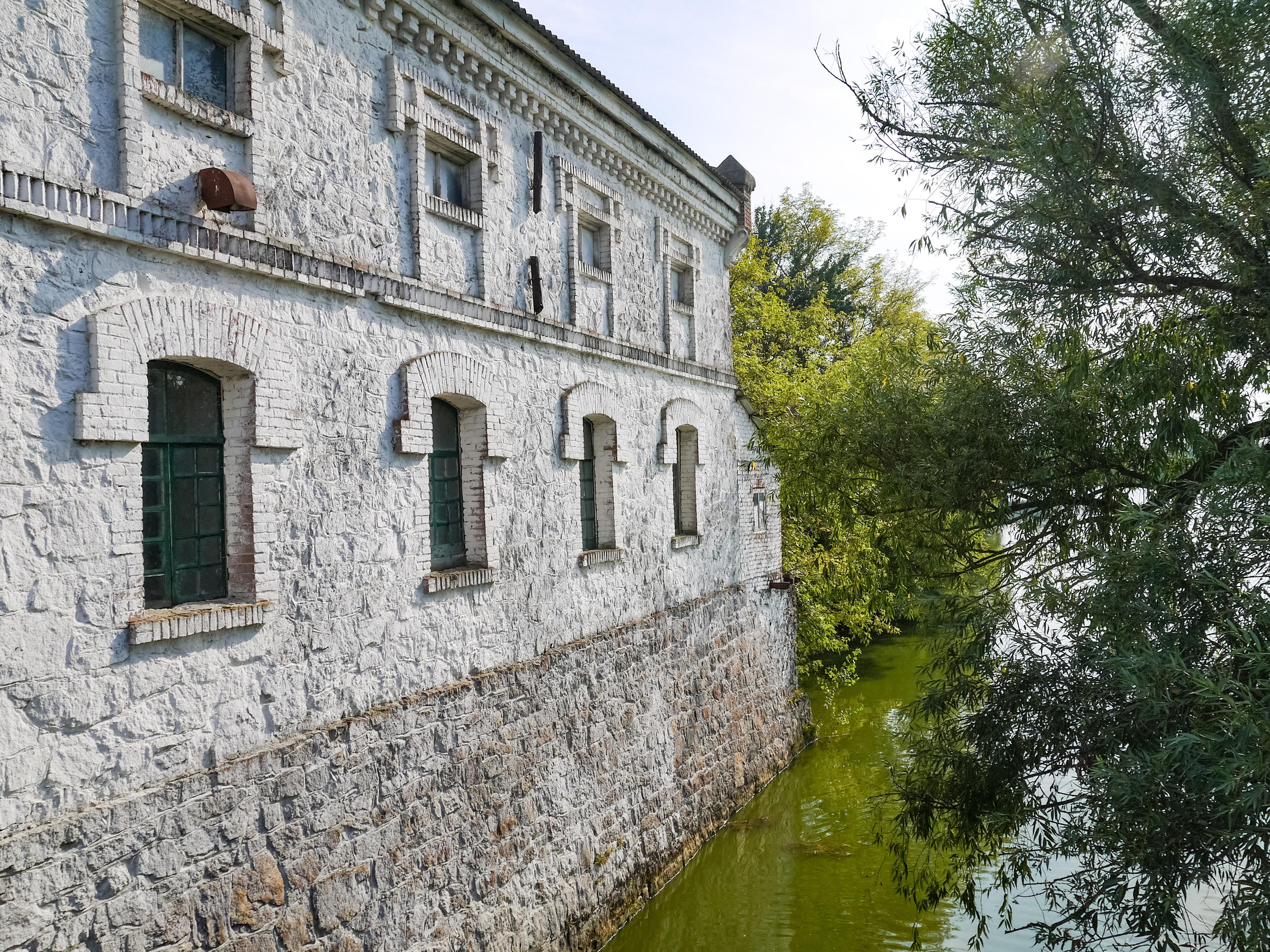
Млин у Бережанах